# Frank Popper

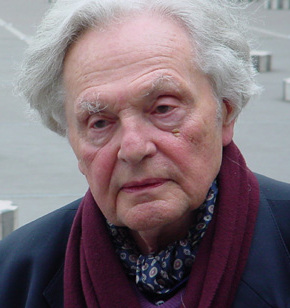
Frank Popper

Frank Popper (Praga, Austria-Hungría, 17 de abril de 1918 - Lugano, Suiza, 12 de julio de 2020) fue un Historiador y teórico del arte, crítico, comisario de exposiciones y profesor de educación superior, de nacionalidad francesa y británica.
Contribuyó a las definiciones críticas de los movimientos que surgieron a finales de la década de 1960 centrados en efectos visuales y dinámicos como el arte cinético o el arte óptico. Se encuentra entre los pioneros de la crítica del arte electrónico, luego informático, de Internet, virtual y de alta tecnología.
Su experiencia como docente en la Universidad de Vincennes, así como sus numerosas contribuciones críticas en Francia y en el extranjero, lo convierten en una figura reconocida en la escena estética contemporánea.

## Biografía
Nació en la Praga de 1918, entonces Imperio austrohúngaro, en una familia judío-austríaca. En 1921 la familia abandonan la joven nación checoslovaca para trasladarse a Viena. En la capital de Austria es matriculado en una escuela experimental. Su madre regenta un pequeño salón literario y musical. 
Su conocimiento del nazismo y del Anschluss le empujó a abandonar el continente rumbo a Londres, junto con su hermano, dejando en Viena a sus padres que se negaron a marcharse. Su familia fue asesinada en los campos de exterminio de Theresienstadt y Auschwitz. Crímenes que Frank Popper nunca perdonará a los pueblos alemán y austriaco. En Inglaterra, Frank Popper es contratado como operador de radio para la RAF. Se casó con la pintora checa de origen alemán refugiada en Londres, Hella Guth. Luego se mueven dentro del ambiente intelectual de los refugiados checos.

## París en los años 50
Después de la guerra, creó con su hermano una agencia de viajes, con sucursal en Viena. El descubrimiento del genocidio, una denuncia fiscal, causan en Frank Popper a una profunda depresión que le lleva a ser internado durante unos meses en Viena, donde es tratado por su prima, la única superviviente de su familia en Viena. Pasó su convalecencia en Roma y luego marcha a París donde encuentra a Hella Guth, que se había instalado allí en 1955.
A Frank Popper le costó aprender su cuarta lengua, el francés. Ya dominaba el alemán, el inglés y el italiano. Tras un primer curso literario, Popper se interesó por la estética y la historia del arte, siendo alumno de Etienne Souriau y André Chastel publica sus primeras críticas de arte. Se incorpora al círculo de Réalités Nouvelles, que le abrieron Hella Guth y Ania Staritsky, donde conoció entre otros a Michel Seuphor, Sonia Delaunay, Vasarely, Agam, Helman y Frank Malina, quienes le iniciaron en la relación entre las artes y las ciencias. Conoce también a los críticos Pierre Restany y Michel Ragón.

## Carrera académica
Forma parte del Instituto de Estética y Ciencias del Arte desde 1962. Particularmente interesado en las cuestiones del movimiento en las artes, conoció a los precursores del arte cinético, como Alexander Calder, Schöffer y Tinguely. En 1966 obtuvo el doctorado universitario en estética con una tesis titulada “L’image du mouvement dans les arts plastiques depuis 1860" (La imagen del movimiento en las artes plásticas desde 1860). En 1970 obtuvo el doctorado estatal titulado “Arte cinético, nacimiento de una nueva corriente en el campo artístico”. Luego se especializó en obras de arte ópticas, cinéticas, luminocinéticas, etc. Es muy lógico que sea uno de los primeros en interesarse por las obras de arte digitales interactivas, el vídeo, la holografía, las artes de las telecomunicaciones, etc.
En 1976, Frank Popper fue nombrado profesor titular de la Universidad de París 8, donde dirigió el departamento de Artes Visuales durante casi quince años (1970-1983). Popper formó parte de la aventura de la Universidad experimental de Vincennes desde el primer día y es uno de los inventores, si no el inventor, del concepto de Artes Plásticas en la universidad, una disciplina que combina estética e historia del arte y práctica artística.

## Comisario de exposiciones
Paralelamente a su carrera académica, Frank Popper desarrolla su carrera como crítico (incluida una monografía sobre Yaacov Agam) y como comisario de exposiciones. Defiende el GRAV (Grupo de Investigación en Artes Visuales) donde se encuentran artistas como François Morellet, Julio Le Parc, Horacio Garcia Rossi, Francisco Sobrino, Joël Stein e Yvaral. 
En 1967 publicó El nacimiento del arte cinético, traducido a varios idiomas. Lluego participó en la organización de diversas exposiciones, como Kunst-Licht-Kunst (Stedelijk Van Abbemuseum de Eindoven, 1966), Lumière et Mouvement (museo de Arte Moderno de la Ville de Paris, 1967), Electra, l'électicité et l'électronique dans l'art du xxe siècle (Museo de Arte Moderno de la Ciudad de París en 1983) y Art virtuel, créations interactives et multisensorielles en 1998 (espace Landowski, Boulogne-Billancourt )(espacio Landowski, Boulogne-Billancourt). 
En su obra más famosa, Art, action et participation : l'artiste et la créativité aujourd'hui (Arte, acción y participación: el artista y la creatividad hoy), publicada en 1980, Frank Popper muestra la nueva relación que debe establecerse entre el artista, la obra y el público en torno al concepto de participación e interacción lúdica y sensorial del público con la obra. También le interesa el graffiti, fenómeno social y artístico que descubrió en el metro de Nueva York a finales de los años 1970.
En 2006, ofreció su colección de obras cinéticas y su biblioteca a la asociación Marcigny, Centro de Arte Contemporáneo Frank Popper. En 2007 publicó Escribir sobre arte: del arte óptico al arte virtual donde “Analiza cuidadosamente las diversas actitudes: Su objetivo es “poner en práctica” e ilustrar el valor “participativo” de la geometría variable que identificó a partir de su investigación. Dar voz, más que nunca, a los propios artistas e hipotéticamente “acercarse lo más posible a su propio deseo de compartir el acto creativo””

## Qué es el arte virtual para Popper
Al definir el arte virtual en sentido amplio como el arte que nos permite, a través de una interfaz con la tecnología, sumergirnos en el arte por computadora e interactuar con él, Popper identificó una lógica estético-tecnológica de creación que permite la expresión artística a través de la integración con la tecnología. Después manifestar los precursores artísticos del arte virtual de 1918 a 1983, incluido el arte que utilizaba la luz, el movimiento y la electrónica, Popper analizó las formas de arte y los artistas de los nuevos medios contemporáneos. Examinó obras digitales pero materializadas, obras multimedia fuera de línea, instalaciones digitales interactivas y obras multimedia en línea (net art) de muchos artistas.
Sostuvo que el arte virtual ofrece un nuevo modelo para pensar sobre los valores humanistas en una era tecnológica. El arte virtual, como lo veía Popper, es algo más que una simple inyección del material estético habitual en un nuevo medio. Es una investigación profunda sobre el significado ontológico, psicológico y ecológico de tales tecnologías. La relación estético-tecnológica produce una forma de arte sin precedentes.
Compartiendo el enfoque de Popper en el arte y la tecnología se encuentran Jack Burnham (Beyond Modern Sculpture 1968) y Gene Youngblood (Expanded Cinema 1970). Muestran cómo el arte se ha vuelto, en términos de Popper, virtualizado.[6]

## Familia
En 1981 adquirió la nacionalidad francesa a través de su matrimonio con la crítica de arte Aline Dallier, nacida en 1927 y fallecida el 5 de febrero de 2020
En 1998, la pareja publicó una autobiografía-entrevista donde Frank Popper relata su vida y sus esperanzas: Reflexiones sobre el exilio, el arte y Europa: Entrevistas con Aline Dallier.